# Anticlinaal van Durbuy

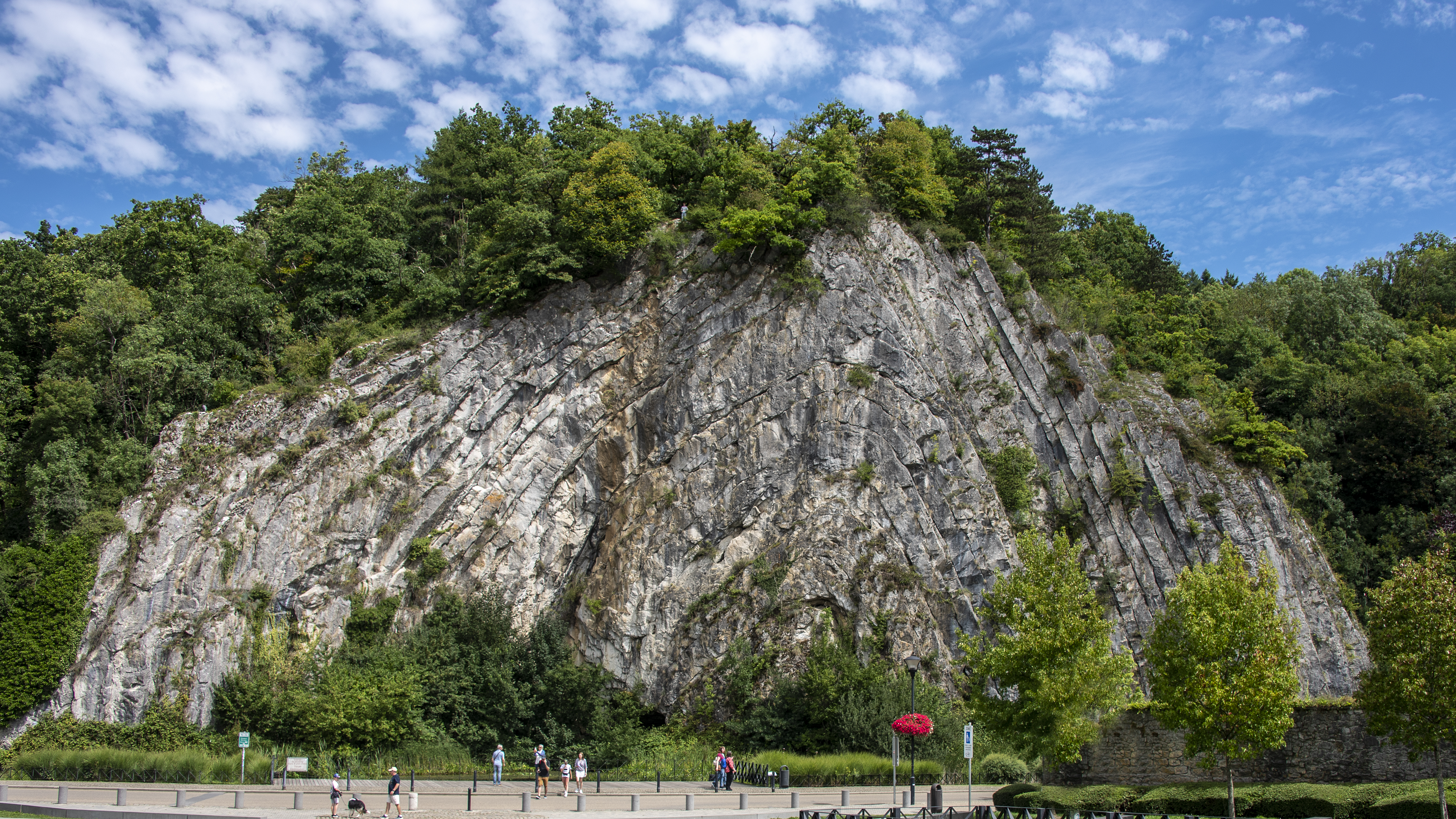
De anticline van Durbuy in de zomer

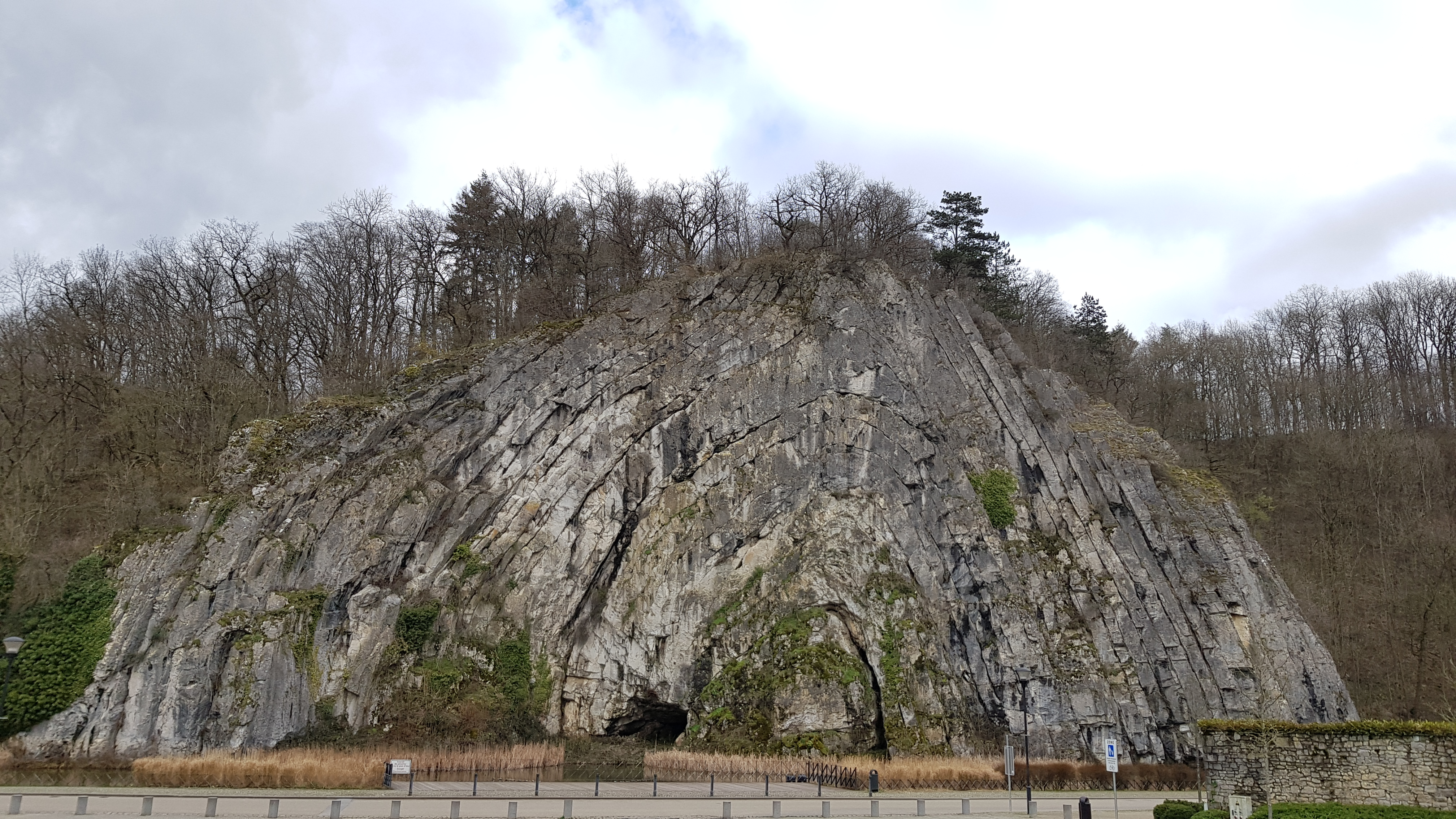
De anticline van Durbuy in de winter

De anticline of anticlinaal van Durbuy (Frans: anticlinal de Durbuy), Roche d'Omalius (rotswand van Omalius) of Roche de Falize (rotswand van Falize) is een ongeveer 37 meter hoge rotswand bij het Belgische stadje Durbuy in de Ardennen, waarin sterk geplooide gesteentelagen zichtbaar zijn. De rotswand bevindt zich direct ten noordoosten van de rand van de bebouwde kom. Voor de rotswand ligt een vijver en het plein Place du Grand Anticlinal.

## Geologie
In de rotswand zijn de gesteentelagen geplooid in een anticline, waarbij de gesteentelagen miljoenen jaren geleden geleidelijk onder druk omgebogen werden tot een omgekeerde U-vorm. De convexe plooi is goed ontsloten als gevolg van erosie door de rivier de Ourthe, die een deel van een heuvel heeft weggesleten.
De ouderdom van de gesteentelagen is ongeveer 375 miljoen jaar: ze zijn ontstaan in het Late Devoon (Frasnien). Ze zijn onderdeel van de Formatie van Moulin Liénaux. Het zijn voor deze formatie karakteristieke dikke grijze lagen van kalksteen, afgewisseld met dunne kleiige laagjes. Het kalksteen van deze lagen bestaat voor minstens de helft uit calciumcarbonaat. De gesteentelagen werden afgezet in de ondiepe zee van het Rhenohercynisch Bekken, die in die tijd langs de zuidelijke rand van het continent Euramerika lag. De plooien zijn gevormd tijdens de Hercynische orogenese, rond de 350 miljoen jaar geleden. 
De anticlinale structuur werd in 1807 bestudeerd en beschreven door de geoloog Jean d'Omalius d'Halloy. Om die reden wordt de ontsluiting ook wel de roche d'Omalius (rotswand van Omalius) genoemd.